# Mormyrus casalis
Mormyrus casalis är en fiskart som beskrevs av Decio Vinciguerra 1922. Mormyrus casalis ingår i släktet Mormyrus och familjen Mormyridae. Inga underarter finns listade i Catalogue of Life.